# Jadrići
Jadrići – wieś w Chorwacji, w żupanii karlowackiej, w gminie Žakanje. W 2011 roku liczyła 7 mieszkańców.